# SRAM
SRAM (de l'anglès, Static Random Access Memory) és un tipus de memòria d'ordinador primària que normalment s'utilitza en la implementació de la memòria cau dels ordinadors. Les memòries SRAM no només s'utilitzen en les memòries cau de l'ordinador sinó que tenen altres àmbits d'ús com els mòdems router, les impressores, càmeres de fotografia digital o aplicacions de sistemes electrònics, ja que la seva velocitat millora el rendiment d'aquestes aplicacions.

L'esquema mostra el contingut de cada cel·la d'un chip de memòria SRAM amb la tecnologia CMOS de sis transistors per cel·la.

Una cel·la de memòria SRAM està normalment formada per sis transistors, tecnologia anomenada 6T memory cells, en contrast de les memòries DRAM que només contenen un transistor, per tant són 1T memory cells. El fet de tenir tants transistors permet afegir registres o ports addicionals que permeten augmentar més la velocitat.
Les memòries SRAM estan fabricades amb la tecnologia CMOS que redueixen els nivells de consum, ja que estan fetes de forma que l'única energia que fan despendre dels xips són les interferències elèctriques passatgeres.

## DRAM vs SRAM (Memòria cau contra memòria principal)
A diferència de les memòries DRAM no es necessita refrescar-les periòdicament, ja que porten un circuit que manté els bits, no obstant són memòries volàtils, ja que quan no tenen corrent elèctric s'esborra el seu contingut. Comparant la DRAM amb la SRAM veiem que el cost de fabricació de la segona és més alt, ja que la seva velocitat és molt més elevada, ja que es troben molta a prop de la CPU com sabem per la jerarquia de memòria. D'altra banda l'eficiència energètica de les SRAM és millor que en les DRAM, això fa que el seu ús habitual sigui en les cau, ja que no tenen gaire capacitat i en canvi tenen una velocitat alta. Concretament l'eficiència energètica es veu millorada quan la memòria es troba inactiva, respecte a les DRAM.